# Evelina Anttila
Evelina Christine Anttila, född 23 februari 1987 i Österhaninge församling i Stockholms län, är en svensk företagare, investerare och entreprenör. Evelina Anttila medverkar 2024 som en av fem drakar i SVT:s Draknästet. 
Evelina Anttila är VD och delägare på riskkapitalbolaget Wellstreet.. Hon är utbildad jurist och har en bakgrund som advokat på Mannheimer Swartling Advokatbyrå. Anttila var bl.a. med och byggde upp Wallenberg-backade AI-bolaget Peltarion som såldes till Activision Blizzard/King 2022. Hon har även medgrundat den digitala juridiktjänsten Justic, och är rådgivare till AI Sweden.
Evelina Anttila har blivit utnämnd till en av Sveriges mest inflytelserika techinvesterare av Dagens Industri..  